# Удерзо, Альбер
Альбе́р Удерзо́ (фр. Albert Uderzo; 25 апреля 1927, Фим, Реймс, Марна, Шампань — Арденны, Третья французская республика — 24 марта 2020) — французский художник комиксов итальянского происхождения, один из соавторов знаменитого комикса об Астериксе, наравне с Рене Госинни.

## Биография
Альбер Удерзо родился 25 апреля 1927 года в городе Фим (департамент Марна), в рабочей семье итальянских эмигрантов. В детстве мечтал стать авиамехаником, рано проявил талант к искусству. Также, когда Удерзо был ребёнком, обнаружилось, что он частичный дальтоник: не различает красный от зелёного. Во время Второй мировой войны молодой Удерзо перебрался в Бретань, где он работал на ферме и помогал отцу в торговле мебелью.
Карьеру художника Удерзо начал в Париже в 1945 году, где создал комиксы «Фламберже» (совместно с Эм-Ре-Вилем) и «Клопинар». В 1947-1948 Удерзо нарисовал комиксы «Беллуа» (совместно с Жаном-Мишелем Шарлье), «Айрис Бак»и «Принц Роллан».
Альбер Удерзо скончался во сне 24 марта 2020 года в возрасте 92 лет в коммуне Нёйи-Сюр-Сен.

## Работа с Рене Госинни
В 1951 году Альбер Удерзо знакомится с Рене Госинни и они начинают работу в парижском офисе бельгийской компании «World Press». Их первым совместным проектом стал комикс Жан Пистолет. В 59-м вместе с другими художниками они основывают журнал «Пилот», в котором Рене Госинни становится директором, а Альбер Удерзо — художественным директором.
28 октября того же года выходит первый номер журнала в котором впервые появляется Астерикс и через два года, в 1961 году выходит комикс «Астерикс из Галлии». К 1967 году комиксы об Астериксе становятся настолько популярными, что Рене Госинни и Альбер Удерзо решают полностью посвятить себя ему и отказываются от других проектов.
После смерти Рене Госинни в 1977 году, Альбер Удерзо продолжил рисовать комиксы об Астериксе один. Первым его самостоятельным проектом, как одновременно сценариста и художника, стал комикс «Большой ров», вышедший в 1980 году.
В 1985 Альбер Удерзо стал кавалером Ордена Почётного легиона.

## Память
- Анимационный фильм «Маленький Николя» (2022), Амандина Фредона и Бенжамена Массубра, биография, с элементами фантазии, о дружбе и совместной работе Удерзо с Рене Госинни.